# Velocità di rotazione
La velocità di rotazione (Vr) è la velocità alla quale un aeromobile è in grado di staccare le ruote dalla pista in fase di decollo.
Essa è diversa da aeromobile ad aeromobile e, nell'ambito della stessa macchina, può variare in funzione di:
- configurazione aerodinamica dell'aeromobile
- peso massimo al decollo
- temperatura ambiente
- pressione atmosferica
- umidità atmosferica relativa
- elevazione aeroportuale

Il parametro della Vr si evince dalle tabelle del manuale di volo dell'aeromobile: le tabelle prendono in considerazione tutte le variabili sopracitate e riassumono la velocità di rotazione in funzione di esse.